# Иван Маринов (офицер)
Вижте пояснителната страница за други личности с името Иван Маринов.
Иван Кръстев Маринов е български офицер (генерал-лейтенант), министър на войната в периода от 2 септември 1944 до 9 септември 1944 година, участник в Деветосептемврийския преврат през 1944 година и главнокомандващ на Българската армия от 9 септември 1944 година до 2 юли 1945 година.

## Биография
Иван Маринов е роден на 6 януари 1896 г. в София. Син на генерал-майор Кръстю Маринов и е женен за Зина Маркова, племенница на българския комунист Георги Кирков,. По-късно се развежда с нея. Взема участие в Балканската и Междусъюзническата война като доброволец. През Първата световна война е пилот в авиацията. По време на военните действия се запознава и става приятел с българския офицер тогава поручик Фердинанд Козовски, по-късно генерал и деец на БКП. Служи в 15-и пехотен ломски полк и 21-ви пограничен участък. От 1920-те години започва да симпатизира на комунистическото движение, вследствие на което е един от малкото български офицери които не взимат участие в проведения на 9 юни 1923 г. военен преврат за сваляне на правителството на БЗНС на Александър Стамболийски, подкрепено от БКП, като в следващите години тайно сътрудничи както с представители на СССР в България, така и с членове на БКП(БРП(к)).
През 1921 г. е приведен в жандармерията. През 1930 г. завършва Военна академия и същата година е назначен за завеждащ материалната част на смесения орляк. През следващата година е назначен за командир на смесения орляк, след което е началник-щаб на отделение. През 1934 г. е назначен за началник на въздушно техническата служба и по-късно същата година е назначен за началник на класовете във Военното училище, като по-късно същата година е назначен за началник на разузнавателната служба в Щаба на армията. (8 юли 1935 – 24 септември 1936)
През 1934 – 1939 г. е един от влиятелните членове в левицата на Военния съюз и съучастник на Кимон Георгиев в противомонархическата конспирация на съюза, като по време на разкриването на заговора на Военния съюз през 1935 г., Иван Маринов остава неразкрит. В периода 1936 – 1939 г. е български военен аташе в Париж и Лондон, след което, от 15 август до 1 октомври 1939 г. е началник-щаб на 3-та армия и е член на военния съюз. През 1938 г. е приведен на служба към Гражданска мобилизация. Началник на нейното снабдително отделение до 26 октомври 1940 г. През 1940 – 1944 година последователно е командир на Шеста пехотна бдинска дивизия (27 октомври 1940 – 17 юни 1942) и Петнадесета пехотна охридска дивизия (17 юни 1942 – 4 септември 1944), дислоцирани във Вардарска Македония по време на българското управление (1941 – 1944).
От 1943 г. генерал Иван Маринов не допуска съдебни процеси срещу заподозрени в антифашистка и комунистическа дейност в командваните от него военни съединения, през 1943 г. укрива в Битоля и Охрид както избягали от военните хайки евреи, така и (от септември 1943 г.) офицери и войници от италианската армия, след подписването на Примирие на Италия с антихитлеристката коалиция и обявяване на война от Италия на Германия, който факт не става достояние на висшето командване на Вермахта в Сърбия, така и не научава за него и българското правителството до 9 септември 1944 г.
На 2 септември 1944 г. е назначен за министър на войната и два дни по-късно пристига в София. Участва в извършването на Деветосептемврийския преврат, след който е назначен за главнокомандващ на българската армия (1944) (като помощник-главнокомандващ българската армия е старият приятел на Иван Маринов – генерал Фердинанд Козовски) и остава на поста до 12 юли 1945 г. На 18 ноември 1944 г. е произведен в чин генерал-лейтенант. От 1945 г. е главен инспектор на войската, по-късно същата година е началник на бойната подготовка и през 1946 г. е уволнен от служба.
По-късно висшият комунистически функционер от този период Георги Чанков отбелязва, че за дейността си в Македония, включително ролята си в депортацията на евреите от Битоля, Маринов е трябвало да бъде съден от т.нар. Народен съд, но избягва това с протекциите на Комунистическата партия и лично на намиращия се в Москва неин ръководител Георги Димитров.
Иван Маринов е част от българската делегация на Парада на победата на СССР над Третия райх в Москва, проведен на 24 юни 1945 г., където първият партиен и държавен ръководител на СССР Йосиф Сталин лично го награждава с Орден „Суворов“ I степен.
Пълномощен министър в Париж от 1946 – 1950 г. Преподавател във Военната академия „Г. С. Раковски“ от 1950 г. През 1949 и 1954 г. е взет на наблюдателно дело под псевдоним „Дипломат“ от Държавна сигурност в подозрение във връзки с чуждо разузнаване, което е закрито през 1960 г. През 1956 – 1979 г. е районен съветник в Районния народен съвет кв. „Левски“ (Кирковски РНС) – гр. София.
Иван Маринов е женен и има 1 дете.

## Военни звания
- Подпоручик (12 март 1916)
- Поручик (14 октомври 1917)
- Капитан (30 януари 1923)
- Майор (31 октомври 1930)
- Подполковник (26 август 1934)
- Полковник (3 октомври 1938)
- Генерал-майор (6 май 1943)
- Генерал-лейтенант (18 ноември 1944)

## Награди
- Орден „За храброст“ III степен, 1-ви клас
- Орден „За храброст“ IV степен, 2-ри клас
- Орден „За военна заслуга“ II степен
- Орден „Народна република България“ I степен
- Съветски орден „Суворов“ I степен
- Съветски юбилеен медал „20 години от победата във Великата отечествена война 1941 – 1945“ 1965 г.